# 东泰山郡
东泰山郡，中国南北朝时设置的郡。
北魏献文帝皇兴三年（469年）分泰山郡置东泰山郡，隶属于北徐州。治所在南城县（今山东平邑县南）。辖境相当今山东平邑县和新泰市部分地区，下辖南城县、新泰县、武阳县。东魏沿置，北齐废除，并入琅邪郡。